# Uresiphita
Genre
Synonymes
- Mecyna Guenée, 1854[1]
- Uresiphoeta Agassiz, 1847[1]

Uresiphita est un genre de lépidoptères (papillons) de la famille des Crambidae.

## Liste des espèces
Selon FUNET Tree of Life (12 mars 2020) :
- Uresiphita gilvata (Fabricius, 1794)
- Uresiphita polygonalis Denis & Schiffermüller, 1775
- Uresiphita reversalis (Guenée, 1854)
- Uresiphita ornithopteralis (Guenée, 1854)
- Uresiphita insulicola (Turner, 1918)